# Pultusk (Meteorit)
Koordinaten: 52° 46′ 0″ N, 21° 15′ 0″ O

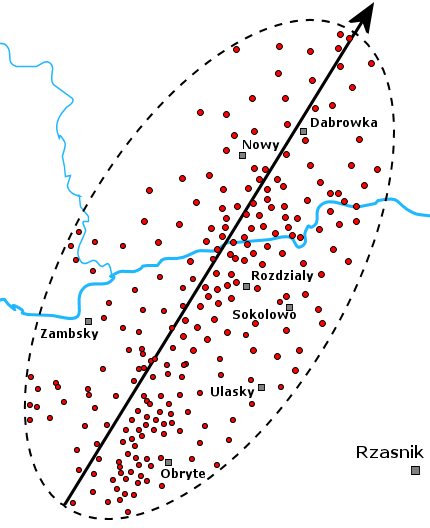
Elliptisches Streufeld des Pułtusk-Meteoritenfalls

Die Pułtusk-Meteoriten sind eine große Anzahl von Steinmeteoriten vom Typ der eisenreichen H-Chondriten, die am 30. Januar 1868 im zentralen Polen, bei Pułtusk 60 km nordöstlich Warschau auf der Erdoberfläche einschlugen. Es war der Meteoritenfall mit der größten bekannten Anzahl von Teilstücken. Das Streufeld der auf fast 70.000 geschätzten Stücke hatte eine Ausdehnung von etwa 20 km × 7 km.
Der ursprüngliche Meteoroid hatte vor dem Zerfall in der Atmosphäre eine Masse von knapp 9 Tonnen, von denen etwa 250 kg aufgefunden wurden. Das größte Stück wiegt 9,1 kg, der überwiegende Teil der kleineren Stücke aber nur etwa 1 g. Das Material besteht aus Pyroxen- und Olivin-Chondren, ummantelt von Plagioklas, und hat eine brekzien-artige oder gebänderte Struktur.
Etwa 50 Bruchstücke von 1–10 cm Größe befinden sich in verschiedenen Museen Europas und den USA, von denen die Meteoritical Bulletin Database (Link unten) Fotos zeigt. Die meisten sind dunkel, bei einigen leuchtet rostrotes Eisenoxid heraus.
Im Jahr 2008 wurde zum 140. Jahrestag des Meteorfalls eine Münze herausgegeben, welche die fallenden Steine vor der Silhouette der Stadt zeigt.

## Gut beobachtete Flugbahn
Während das Verglühen von Sternschnuppen und der meisten Feuerkugeln erst in Höhen um die 100 km beginnt, fiel dieser große Meteoroid einigen Beobachtern schon in ungefähr 300 km Höhe auf -- zunächst aber wie eine gewöhnliche Sternschnuppe. Erst in etwa 180 km Höhe trat starker Lichtzuwachs und blaugrüne Färbung auf. Im unteren Bahnabschnitt nahm die Helligkeit nochmals stark zu und die Farbe schlug in Rot um.
Eine genaue Beobachtung stammt von Johann Gottfried Galle, dem Direktor der Sternwarte Breslau. Er berichtet von einem plötzlichen Funkenregen, der sich zu einer Art bengalischem Feuer steigerte. Nach einiger Zeit erhob sich minutenlanges Knattern und Donnern wie von Kanonen. Die Leute stürzten aus den Häusern und befürchteten Kriegswirren oder eine Feuersbrunst. Manche sprachen von einem Steinregen und begannen, nach Meteoriten zu suchen. Die meisten seien aber in die Narew gefallen.

## Chemische Zusammensetzung
Das gesamte untersuchte Gestein hat folgende Zusammensetzung (Gewichtsprozent): SiO2 36,44 %, MgO 23,75 %, Fe 16,02 %, FeO 9,48 %, FeS 5,97 %, CaO 1,82 %, Al2O3 1,88 %, Ni 1.61 %, Na2O 0,83 %.
Dazu kleine Anteile von Cr2O3, MnO, TiO2, P2O5 und K2O. Der gesamte Eisenanteil beträgt 17,62 Gewichtsprozent (nach Diakonov & Kharitonova 1961).